# Алмазов, Борис Александрович
Алмазов Борис Александрович (род. 1944, Ленинград) — советский и российский бард и писатель. Атаман Северо-Западного отдельного округа «Союза казаков», один из учредителей «Невской станицы» (первой независимой казачьей общины в Санкт-Петербурге). С 1974 года — член Союза Журналистов СССР, с 1980 года — член Союза Писателей СССР. Министр в Представительстве Республики Коми в Санкт-Петербурге.

## Биография
Родился 5 августа 1944 года в Ленинграде, через три месяца после его рождения вся семья переехала на Дон.
Отец погиб на фронте, мать после войны осталась инвалидом, получив серьёзные повреждения позвоночника.
Из-за тяжелого материального положения семьи Борис уже после 9-го класса средней школы работал на заводе слесарем и токарем.
В армии служил в воздушно-десантных войсках.
Побывав в начале 1960-х годов на концерте Булата Окуджавы, Алмазов начинает писать свои собственные песни. Одними из первых известных его песен стали «Мальчик-дождик» и «Песня про собаку» (1962).
С 1962 по 1968 год Алмазов учится в Ленинградском государственном институте театра, музыки и кинематографии. Параллельно занимается журналистикой, а также подрабатывает грузчиком, геологом и массажистом в больнице.
После окончания вуза преподаёт в школе дисциплину «История искусств» (а был ли такой предмет в советской школе?). Проработав около 20 лет в школе, Алмазов создаёт собственную методику преподавания этой дисциплины и, опубликовав ряд научных работ, становится членом Российского педагогического общества, будучи одним из лучших специалистов в области истории искусств.
В 1990 году Алмазов начинает участвовать в возрождении казачества и постепенно становится практически идеологом российского «Союза казаков». Сначала его избирают первым атаманом Санкт-Петербурга, а затем — и всего Северо-Западного отдельного казачьего округа.
Помогая переселенцам с Крайнего Севера, Алмазов разработал специальную программу, которую представил правительству Республики Коми. Программу утвердили, она дала свои результаты. Эффективная работа Алмазова не осталась без внимания: в 1996 году по решению правительства республики в Санкт-Петербурге появляется Представительство Республики Коми в Северо-Западном регионе, возглавить которое предлагают Алмазову. В этой министерской должности Алмазов проработал до 2002 года.
Дочь — Александра Алмазова, лидер популярной группы Non Cadenza.

## Творчество

### Наиболее известные песни
- По каким Италиям…
- В станционных буфетах, где полы грязноваты…
- Глотнуть пивка я захотел и заглянул в трактир…

### Книги
- Атаман Ермак со товарищи (исторический роман)
- Белый шиповник (1979, сборник повестей)
- Государство — это мы! (очерки о конституции СССР)
- Дорога на Стамбул (исторический роман)
- Ермак Тимофеевич — князь Сибирский (исторический роман)
- Житие Благоверного князя Александра Невского.
- Житие преподобного Серафима Саровского — чудотворца.
- Илья богатырь (исторический роман)
- Лягушонок (1991, рассказ)
- Матросская лента
- Оглянись (1988, сборник повестей)
- Презент (повесть)
- Прощайте и здравствуйте кони (научно-художественная книга)
- Самый красивый конь (1977, первая его книга, по книге снят фильм)
- Синева (повесть-сказка)
- Хлеб наш насущный
- Я иду искать (1982, повесть)
- Мы казачьего рода (2008 г. Очерки истории казаков) {{конец

Шепот волн Обводного канала(мемуары)
Всего 44 книги.